# 背面跳び

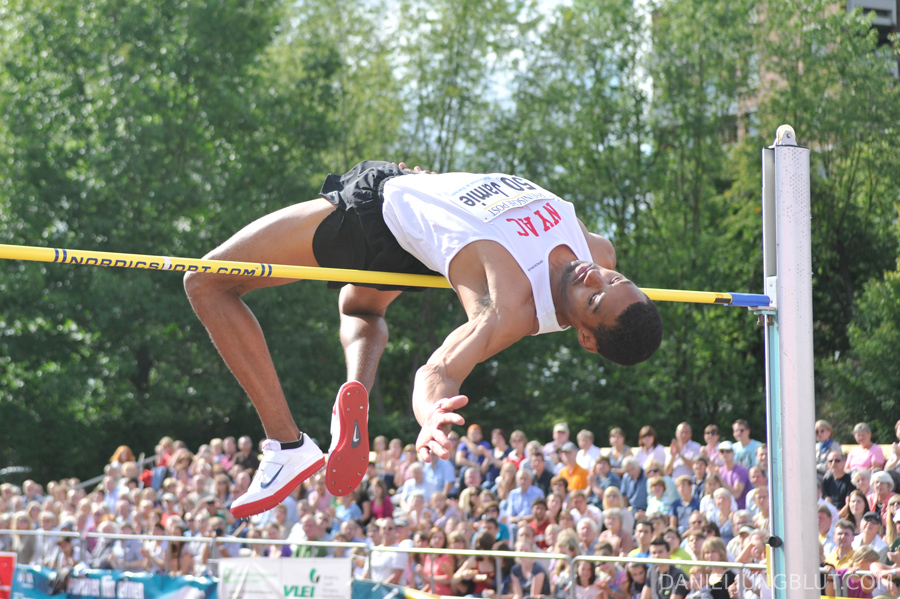
背面跳びでバーを越える走り高跳びの選手
(ジェイミー・ニエト - アメリカ)

背面跳び（はいめんとび）は、陸上競技の走高跳における跳躍法の一種である。

## 解説
アメリカのディック・フォスベリーが正面跳びの練習中にヒントを得て開発したものとされる。英語では「フォスベリー・フロップ（Fosbury Flop）」と言う。彼はメキシコシティオリンピックに出場した走り高跳びの選手の中でただ一人背面跳びを使用し、金メダルを獲得した。
助走の最終局面で曲線を描く形で走りこみ、バーに対して身体の側面を向けて飛び上がる。バーを越える瞬間は身体は仰向けとなり上体は大きく反る。腰及び臀部がバー上を通過した後に身体を前屈し足を上げる。背部や肩から安全マット上に着地する。
当時、主流になっていたベリーロールに変わるものとして、走高跳界に大きな変化を与えた。現在では国際大会などでは唯一の跳躍法であり、最も高く跳ぶことができるとされている。

## 安全面の注意

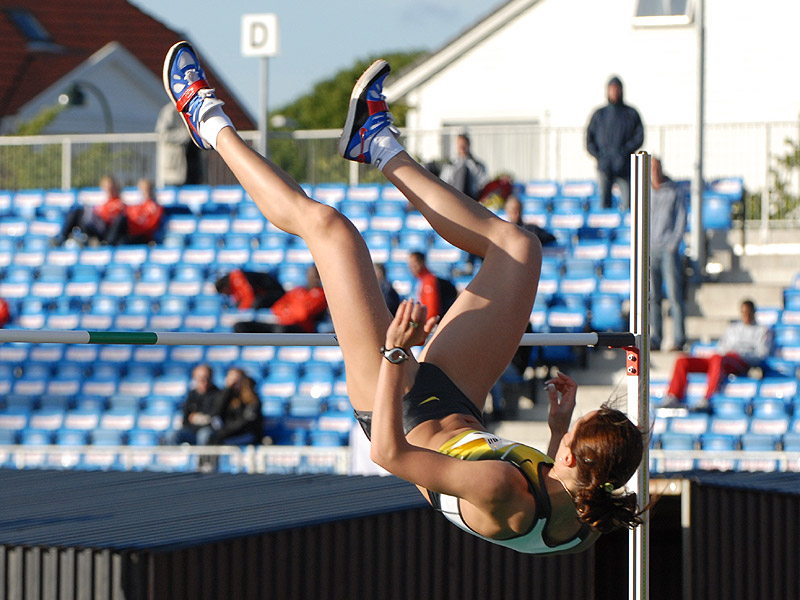
バーを超え着地前の様子

必ず専用のマット（薄い物で50cm厚程度）を設置して行う。頭部からの落下事故による危険を避けるため、着地面（マットの厚さ）を高くしたほうがよい。
着地に失敗すれば首に大きな損傷を負う危険性があるため、一般に初等教育で指導されることはない。しかしながら、自分の胸程度の高さを正しい形で跳んだ場合、マットにつくのは腰や背中であり、はさみ跳びなど他の跳び方と比べても特に危険性が高いわけではない。

## エピソード
自己流で走高跳を始めたフォスベリーは、高校に入り記録を伸ばすためにベリーロールを取り入れようとした。しかし彼にとってはベリーロールは非常にやりにくい跳び方であった。記録会でベリーロールをうまく跳べなかったフォスベリーは、得意であるはさみ跳びに途中から切り替えて跳ぶことにした。バーの高さがあがってしまってから切り替えたので、はさみ跳びで越えるには腰を大きく上げなければならないと彼は意識した。
その結果、跳躍中に身体が地面と平行になるほど腰を上げてしまった。バーを越えることは出来たが、フォスベリーにははじめ自分の身体がどうなったのか分からなかったほどであった。身体が地面と平行になる感覚にインスピレーションを与えられたフォスベリーはそのあと、背中を地面に向ける跳び方に磨きをかけていった。しかし背面跳びは当時は誰もやっていなかったので皆の笑いものになり、フォスベリーの跳び方を嘲笑するためにわざわざ来る人がいるくらいであった。
大学に入ると、記録の伸び悩みから三段跳びに転向することを薦められたフォスベリーは一念発起し、2m10cmの記録をたたき出した。そのあと大学選手権優勝、オリンピック代表選考通過と順調に結果を出して行った。そしてメキシコオリンピック参加選手中唯一の背面跳び採用選手ながら当時のオリンピック新記録で金メダルを獲得した。
背面跳びを始めたとき、彼は自分の跳び方が走高跳の常識、ひいては世界を変えるなどとは思っておらず、ただ走り高跳びを続けたい一心で練習していたと答えている。